# Forest Hill Village
Forest Hill Village – jednostka osadnicza w Stanach Zjednoczonych, w stanie Montana, w hrabstwie Flathead.